# Serpil Kemalbay

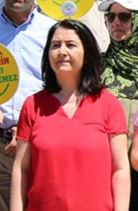
Serpil Kemalbay (2017)

Serpil Kemalbay Pekgözegü (* 14. Februar 1964 in Ardahan, Türkei) ist eine türkische Politikerin und vom 20. Mai 2017 bis Februar 2018 Co-Vorsitzende der linksgerichteten Halkların Demokratik Partisi, die auch für Minderheitenrechte der Kurden eintritt.

## Jugend und Bildung
Serpil Kemalbay wurde in Ardahan geboren, wo sie auch ihre Schule absolvierte. In dieser Zeit engagierte sie sich politisch. Im Jahre 1978 zog sie mit ihrer Familie nach Istanbul um. Dort besuchte sie die Technische Universität Istanbul, um ihr Studium im Bereich Chemieingenieurwesen zu absolvieren. Danach lebte sie einige Jahre im Vereinigten Königreich, bevor sie in den frühen 1990er-Jahren in die Türkei zurückkehrte.

## Politische Karriere
Kemalbay engagierte sich in linken und sozialistischen Kreisen und arbeitete für Gewerkschaften. In diesem Rahmen engagierte sie sich für Arbeitnehmerrechte, zum Beispiel bei der Textilindustrie in Thrakien und Istanbul. Nachdem sie in die HDP eintrat, war sie Kandidatin für den 1. Wahlkreis Istanbuls bei der Türkischen Parlamentswahl im Juni 2015, wurde jedoch nicht gewählt. Daraufhin wurde sie Mitglied im Vorstand der HDP mit der Aufgabe der Beziehungspflege zu Arbeitern und Gewerkschaften.
Im Februar 2017 wurde der bisherigen Co-Vorsitzenden der HDP, Figen Yüksekdağ, das Mandat in der Großen Nationalversammlung entzogen und die Parteimitgliedschaft von den Gerichten rechtskräftig aufgehoben. Am 6. Mai 2017 entschied sich das Zentrale Exekutivkomitee der HDP für die Nominierung Kemalbays für das Amt der Co-Vorsitzenden. Bei dem 3. außerordentlichen Parteitag der HDP wurde Serpil Kemalbay einstimmig zur Co-Vorsitzenden ernannt. Am 11. Februar 2018 übergab sie ihr Amt Pervin Buldan.

## Strafverfolgung
Am 13. Februar 2018 wurde sie festgenommen, weil sie ihre Opposition zur Operation Olivenzweig kundtat. Am 20. Februar 2018 wurde sie unter Auflagen freigelassen.